# 에르빈 부름

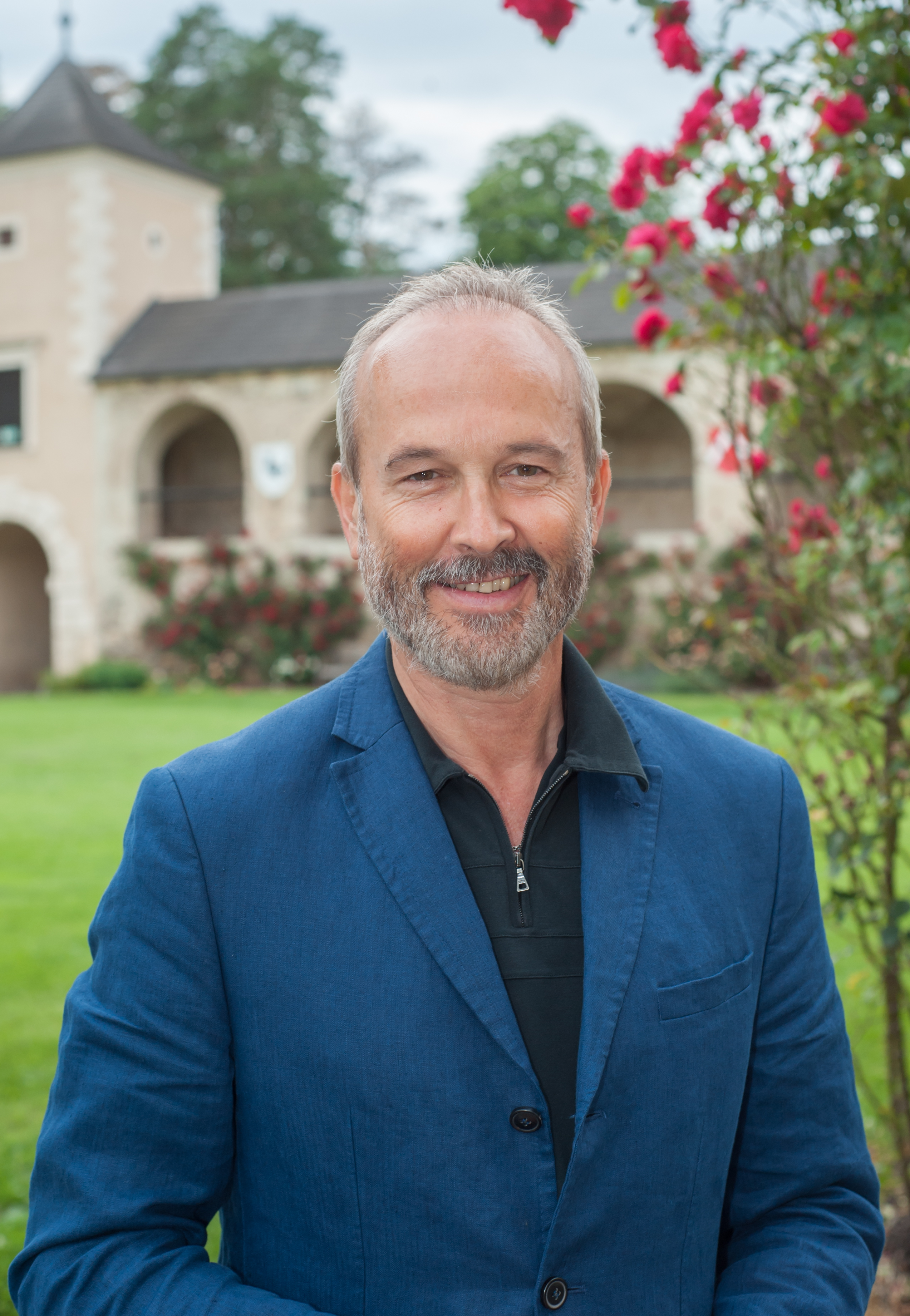
에르빈 부름 (2016년 촬영)

에르빈 부름(독일어: Erwin Wurm, 1954년 7월 27일 ~ )은 오스트리아의 예술가다. 빈, 뉴욕, 마이사우 림베르크를 오가며 작업하고 있다.

## 수상
- 2013: Grand Austrian State Prize[citation needed]
- 2021: 59th GNMH Award[citation needed]
- 2022: Honorary doctorate from the University of Belgrade.